# Der Seele Ruh

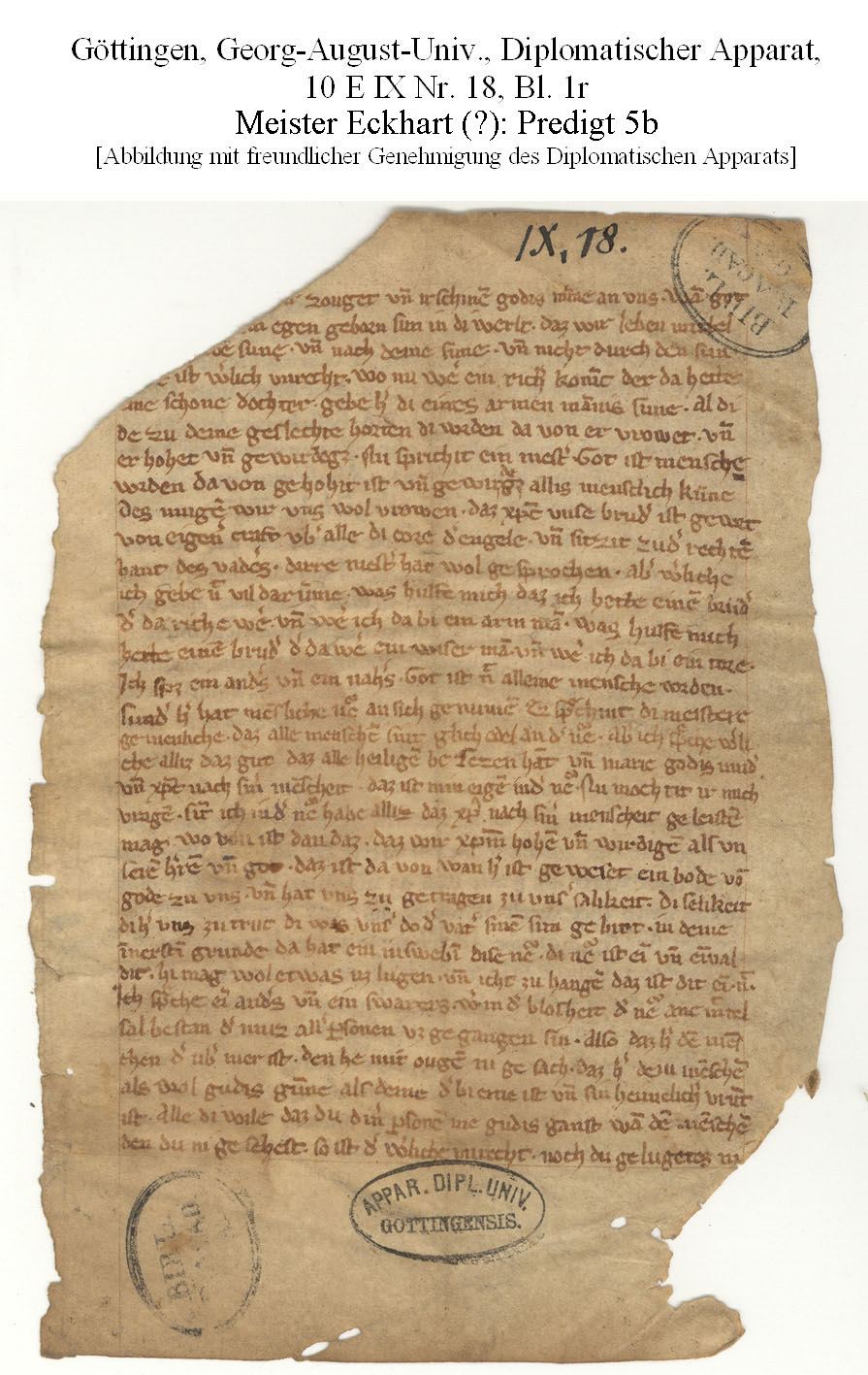
Textfragment einer Predigt (Predigt Nr. 5b) von Meister Eckhart

Der Seele Ruh ist ein  Oratorium des Komponisten, Keyboarders und Countertenors Roland Kunz nach Worten des mittelalterlichen Mystikers Eckhart von Hochheim, genannt „Meister Eckhart“. Die Orchestrierung stammt von dem Komponisten und Pianisten Frank Zabel. Das Oratorium entstand im März und April 2009 als Auftragswerk des Bayerischen Rundfunks – Studio Franken zum 750. Geburtstag von Meister Eckhart im Jahr 2010.

## Besetzung
Das Werk fordert einen ungewöhnlichen Aufführungsapparat. Er umfasst neben zwei Countertenören (bzw. Altstimmen ad libitum) als Gesangssolisten plus traditionellem vierstimmigem Chor auch eine vierköpfige Band (mit Keyboard, Fretless Bass, Schlagzeug und Percussion) und ein groß besetztes Symphonieorchester. Dieses besteht aus Piccoloflöte, Flöte, Oboe, Englischhorn, Klarinette, Bassklarinette, 2 Fagotte, 4 Hörner, 2 Trompeten, 2 Tenorbassposaunen, Tuba, Pauken, Schlagzeug (Crotales, Glockenspiel, Xylophon, Vibraphon, Antike Zymbeln, Becken, hängendes Becken, Tamtam, Triangel, gr. Trommel, kl. Trommel, Schellentambourin, Wind chimes (Röhrenglocken), Odaiko, Harfe und Streicher).

## Libretto und formaler Aufbau
Das Libretto des Meister-Eckhart-Oratoriums besteht ausschließlich aus Texten des mittelalterlichen Mystikers – teils in mittelhochdeutschem und lateinischem Original, teils in deutscher Übertragung. Die 21 ausgewählten Texte entsprechen den 21 Musiknummern des zweiteiligen Oratoriums
| Erster Teil  | Erster Teil                               | Erster Teil | Erster Teil                                         | Erster Teil | Erster Teil | Erster Teil |
| Nr.          | Titel                                     | Takt        | Besetzung                                           |             |             |             |
| ------------ | ----------------------------------------- | ----------- | --------------------------------------------------- | ----------- | ----------- | ----------- |
| 1            | Di sele suchit ruwe                       | 0 – 79      | Chor (SATB); Orchester                              |             |             |             |
| 2            | Supplico ergo vobis                       | 80 – 144    | Chor (TB); Orchester; Band                          |             |             |             |
| 3            | Du sollst allzumal entsinken              | 145 – 204   | Countertenor; Chor (SATB); Orchester                |             |             |             |
| 4            | Die hitze des fures di burnit             | 205 – 328   | Countertenor; Chor (SATB); Orchester; Band          |             |             |             |
| 5            | Gott ist, was er ist                      | 329 – 412   | Countertenöre; Orchester; Band                      |             |             |             |
| 6            | Ich habe gesagt                           | 413 – 471   | Countertenöre; Chor (SATB); Orchester; Band         |             |             |             |
| 7            | Wenn die ganze Welt                       | 472 – 503   | Chor (SATB)                                         |             |             |             |
| 8            | Nirgendwo                                 | 504 – 575   | Countertenor; Band                                  |             |             |             |
| 9            | War umbe lebest du?                       | 576 – 631   | Chor (SA); Orchester                                |             |             |             |
| 10           | Zerginge das Feuer                        | 632 – 794   | Countertenöre; Chor (SATB); Orchester; Band; Odaiko |             |             |             |
| Zweiter Teil |                                           |             |                                                     |             |             |             |
| 11           | Der wise meister Hechart                  | 795 – 929   | Chor (SATB); Orchester; Band                        |             |             |             |
| 12, Teil 1   | Darum ist Abgeschiedenheit                | 930 – 961   | Chor (S); Orchester; Band                           |             |             |             |
| 12, Teil 2   | Denn die von Gott abgelöste Liebe         | 962 – 994   | Countertenor; Chor (SATB); Orchester; Band          |             |             |             |
| 13           | Die Seele hat Kräfte                      | 995 – 1146  | Countertenor; Orchester                             |             |             |             |
| 14           | Gott ist in allen Dingen                  | 1147–1177   | Chor (SATB)                                         |             |             |             |
| 15           | Der Himmel ist rein                       | 1178–1241   | Countertenor; Orchester; Band                       |             |             |             |
| 16           | Et ego dico vobis                         | 1242–1327   | Chor (TB); Orchester; Band                          |             |             |             |
| 17           | Lausch denn auf das Wunder                | 1328–1428   | Countertenöre; Orchester                            |             |             |             |
| 18           | Soll Gott sein Wort in der Seele sprechen | 1429–1524   | Chor (SATB); Orchester; Band                        |             |             |             |
| 19           | Ruhe                                      | 1525–1572   | Countertenöre; Chor (SATB); Orchester               |             |             |             |
| 20           | Du sollst allzumal entsinken              | 1573–1621   | Countertenöre; Chor (SATB); Orchester               |             |             |             |
| 21           | Geh in deinen Grund und wirke dort        | 1622–1744   | Chor (SATB); Orchester; Band                        |             |             |             |

## Musik
Als Roland Kunz damit begann, sich mit dem Gedankengut Meister Eckharts zu beschäftigen, waren es zunächst die Eckhartschen „Wort-Welten“, die den Komponisten in Bann zogen, etwa die assonanzhaltige Formulierung: „Du sollst allzumal entsinken deiner Deinesheit und sollst zerfließen in seine Seinesheit.“ Aus den „Wort-Welten“ wurden in der kompositorischen Umsetzung „Klang-Welten“. „Eckharts ‚Wort-Welten’“, so Roland Kunz, „sind Musik. Es sind Klänge, die aus einem nach Harmonie und Ruhe strebenden Strom eine zuweilen sich aufbäumende Kraft und Rhythmik entwickeln.“
Orchestriert von Frank Zabel ist die Komposition von Roland Kunz farb- und formenreich. Im Wechsel von Tutti-Chören, Männer- und Frauenchören, Soli und Duetten der Countertenöre, einem Melodram und rein-instrumentalen, symphonischen Passagen schlägt die Musik eine Vielfalt von Tonfällen an – zwischen Schlichtheit (etwa in dem in Terzenparallelen geführten Countertenor-Duett zu sparsamster Holzbläser-Begleitung der Nr. 5) und massiv-monumentalen choralen und orchestralen Klängen (etwa im abschließenden Choral der Nr. 21 mit dem „Laisser-Vibrer“-Effekt des Schlagzeugs am Ende). Ferner sind „moderne“ Band-Sounds zu hören und finden ihr Gegenstück in der Beschwörung mittelalterlicher Musik (z. B. in den „leeren“ Quart-Oktavklängen des Chores „Zerginge das Feuer“ der Nr. 10, die von einer Schlagzeug-Attacke der japanischen Großtrommel Odaiko eingeleitet wird und in einem Zitat der Dies-irae-Tonfolge kulminiert). Außerdem gibt es immer wieder folkloristische Anklänge, wie beispielsweise die jüdische Musik à la Gustav Mahler evozierende Nr. 9 mit ihrer Mischung aus Tanz- und Marschcharakteren. Hinzu kommen tonmalerische Partien wie das Flammen-Züngeln zu Beginn der Nr. 4 „Die hitze des fures di burnit“ oder die „fließende“ Kantilene zu den Worten „und Gott ist aus Gott geflossen“ in der Schlusspartie des ersten Teiles. Zur Rubrik Tonmalerei gehört auch das auskomponierte Fadeout am Ende der Arie „Nirgendwo ist Gott so Gott wie in der Seele“, realisiert zu den Worten „denn sie ist seine Ruhestatt“. Nicht zuletzt durchzieht Der Seele Ruh eine Art Leitmotivik. Geheimer „Main Title“ des Oratoriums ist in dieser Hinsicht ein Motiv, das erstmals zu Beginn der Nr. 3 im Englischhorn und in den Streichern erklingt und dann die gesamte Partitur im Original oder in Anspielungen durchzieht.

## Zahlensymbolik
Bei aller Klangsinnlichkeit steht hinter dem Meister-Eckhart-Oratorium eine planvolle Disposition. So besteht das Werk aus 21 Musiknummern – einer Zahl, die sich aus der Multiplikation von 3 und 7 ergibt. In der christlichen Zahlensymbolik steht die „3“ für Gott und die „7“ für Geistseele und Körper, also für das Menschliche. Die 21 Musiknummern des Oratoriums symbolisieren insofern die Vereinigung von Gott und Mensch. Überlagert ist diese Zahlensymbolik in der Anlage des Werks von der Vorstellung eines Heptagramms, der Figur der Verbindungslinien in einem Heptagon oder Siebeneck. Vielfach fungiert der Heptagramm als ein Symbol für Perfektion, während das Heptagon in Grabkapellen und auf Gräbern als Signum für ewige Ruhe verwendet wird. Durch die Idee des Heptagramms kommt eine weitere „magische“ Zahl ins Spiel – die „14“. Hat doch der Heptagramm neben 7 Spitzen auch 14 Schnittpunkte. Dementsprechend markieren die Nummern 3, 7 und 14 im Ablauf des Oratoriums charakteristische „Knotenpunkte“: „Du sollst allzumal entsinken deiner Deinesheit“ (Nr. 3) exponiert jenes geheime Leitmotiv des Werks. Doch noch charakteristischer sind die Nummern 7 und 14 des Oratoriums. Die Nr. 14 bringt den insistierenden Effekt einer vom Chor skandierten Sprechfuge, ausgehend von den Worten „Gott ist in allen Dingen“. Die Nr. 7 aber, ein schlichter, reiner A-cappella-Chorsatz (wiederum ohne jede Band- oder Orchesterbeteiligung), bringt die vielleicht zentrale Aussage des gesamten Oratoriums zur Sprache. Es ist die entscheidende Frage nach der Art und Weise, in der die Seele ihren Frieden, ihre Ruhe findet. Antwort: „Wenn die ganze Welt abfällt von der Seele, dann kommt die Seele zur Ruhe“.

## Aufführungen und Einspielung
Der Seele Ruh wurde am 11. Juni 2010 im Rahmen der 59. Internationalen Orgelwoche Nürnberg – Musica Sacra uraufgeführt. Die Gesangssolisten waren Andreas Scholl und Roland Kunz (Countertenor). Ferner sang der orpheus chor münchen, Einstudierung Gerd Guglhör. Es spielte Roland Kunz’ Band Orlando und die Unerlösten und das Münchner Rundfunkorchester unter der Leitung von Anu Tali. Ein Mitschnitt der Uraufführung ist auf CD erschienen; das Cover bringt ein Testimonial des Komponisten Wilfried Hiller (dessen Sohn Carl Amadeus als Odaiko-Solist mitgewirkt hat): „Ein Jahrhundertwerk! Heute ist ein Stück Musikgeschichte geschrieben worden. DER SEELE RUH hat das Potential, die Bedeutung der Carmina Burana zu erlangen und kommt den besten Stücken Leonard Bernsteins nahe.“
Weitere Aufführungen in gleicher Besetzung erfolgten während der Europäischen Wochen Passau 2010 und im Jahre 2012 in der Dresdner Frauenkirche. Seine Erstaufführung im saarländischen Raum erfuhr das Oratorium während der Musikfestspiele Saar 2013 in der St. Ingberter Josefskirche. Unter der Gesamtleitung von Christian von Blohn spielte bei etwas geänderter Besetzung die Deutsche Radio Philharmonie Saarbrücken Kaiserslautern, während die Chorpartien vom Collegium Vocale Blieskastel übernommen wurden.

### Presseecho
Die mit farbig-opulenten Lichtinstallationen inszenierte Aufführung in der Nürnberger Sebalduskirche fand begeisterte Aufnahme durch das Publikum. Die örtliche Presse jedoch wertete das Stück als „Sakral-Pop“ und „kunsthandwerklichen Edelkitsch“. Bemängelt werden im Einzelnen der „süffige“ und „weichgespülte Wabersound“, der „Breitwandsound mit seinen abgegriffenen Orchestrierungseffekten zwischen Doku-Drama und Kino-Melodram“, eine „begrenzte Erfindungsgabe“ des Komponisten und die Banalisierung der Texte, Textbuchautor und Komponist verfehlten die spirituelle Gotteserfahrung des mittelalterlichen Mystikers.
Die Dresdner Erstaufführung 2012 wurde ähnlich beurteilt: „ein Konglomerat aus barockem Formenkanon, brachialem Allerweltspop und eingängigem Banalklang … Mittelalter und Mittelmaß, Kunstgewerbs-Anspruch und Klerikal-Agitprop, Sendungsbewusstsein und Schwulst“ (Michael Ernst); „Komponist Kunz nennt sein betont nicht-avantgardistisches Verfahren, Elemente spätmittelalterlicher Choräle mit spätromantischem Monumentalsound, einer Prise Orff und gefälligen Liedermacher-Harmonien zu verschneiden, `NewPast'… Das ist so verquast, wie es klingt“ (Jens-Uwe Sommerschuh).
Vergleichbar das regionale Presseecho anlässlich einer Wiederaufführung (10. Mai 2013) innerhalb der Musikfestspiele Saar 2013: „Sakrale Langweile – Roland-Kunz' Oratorium in St. Ingbert“ – „Das unbehagliche Gefühl, alles schon einmal gehört zu haben, kam unentwegt auf. Langeweile stellte sich ein, verstärkt durch die mangelnde dramatische Substanz der besinnlichen Texte des mittelalterlichen Mystikers Meister Eckhart.“ „Die Musik ist romantisch, klangvoll, lieblich, süffig, kitschig – nur eines nicht: zeitgemäß. Ein epigonaler Verschnitt von Urgroßmutters Lieblingsmelodien. Opulent orchestrierte (Frank Zabel) Klangwolken, an denen die Musikentwicklung der letzten 100 Jahre fast spurlos vorüber gegangen ist.“ (Peter Schröder)
Die Berichterstattung im Saarländischen Fernsehen hingegen zeigte begeisterte Zuschauer, die das Werk mit „stehenden Ovationen“, langanhaltendem Beifall und begeisterten Kommentaren nach Ende der Aufführung feierten.
In der Folge setzten sich Konzertbesucher in Leserbriefen an die Saarbrücker Zeitung und Kommentaren in sozialen Netzwerken (vgl. Facebook) ausführlich und zum Teil sehr kritisch mit der Diskrepanz zwischen Publikumswahrnehmung und Musikkritik auseinander.